# Dysstroma swetti
Dysstroma swetti là một loài bướm đêm trong họ Geometridae.